# 蒂爾烏尾鮗
黑帶鱗鰭梅鯛，又稱蒂爾烏尾鮗，俗名烏尾冬仔，為輻鰭魚綱鱸形目烏尾鮗科的其中一個種。

## 分布
本魚分布於印度西太平洋區，包括亞丁灣、東非、馬達加斯加、模里西斯、塞席爾群島、波斯灣、馬爾地夫、斯里蘭卡、印度、安達曼海、緬甸、泰國、馬來西亞、印尼、越南、台灣、中國、日本、菲律賓、新幾內亞、新喀里多尼亞、澳洲、所羅門群島、密克羅尼西亞、马里亚纳群岛、馬紹爾群島、斐濟群島、諾魯、萬那杜、吐瓦魯、薩摩亞群島、東加、吉里巴斯、夏威夷群島、法屬玻里尼西亞等海域。

## 深度
水深1至60公尺。

## 特徵
本魚體背部淡褐色，體側及腹部灰藍色或紅色，其明顯特徵乃體背部有一條黑色縱帶，自吻上方經眼睛上緣達尾柄末稍，而尾鰭上下葉外緣亦皆有一黑帶，而上葉之黑帶便與此帶連成一線。另外胸鰭基部亦有一明顯黑斑。背鰭硬棘10至12枚、軟條20至21枚；臀鰭硬棘3枚、軟條12枚。體長可達30公分。

## 生態
本魚常成群結隊在岩礁區游動覓食，屬肉食性以動物性浮游生物為食。

## 經濟利用
為美味的食用魚，可鹽醃或紅燒或做成生魚片。